# トルチヤン
トルチヤン（モンゴル語: Torčiyan、生没年不詳）とは、13世紀後半から14世紀初頭にかけて大元ウルスに仕えたフーシン部出身の領侯。四駿と讃えられたチンギス・カンの最側近、ボロクル・ノヤンの子孫。
オルジェイトゥ・カアン（成宗テムル）の治世まではワイドゥ（Waidu）と名のっていたが、クルク・カアン（武宗カイシャン）の治世には「トルチヤン」という名を賜り、更にブヤント・カアン（仁宗アユルバルワダ）の治世には「アスカン（Asqan）」と名のっているため、時期によって3つの名前を使い分けた人物である。

## 概要
ワイドゥは大元ウルスの元老のオチチェルと宗王オッチギンの孫娘の抹開公主との間に生まれ、6歳の時にココジン・カトン（裕宗皇后）の命によってカイシャン（後の武宗クルク・カアン）に仕えるようになった。この頃（1300年代初頭）、大元ウルスは西方のカイドゥ・ウルスとの軍事衝突が激化しており、カイシャンは大元ウルス側の軍団を統べるために北方モンゴリアに派遣されていた。そして、カイシャンの最も信頼おける副官こそがワイドゥの父のオチチェルで、ワイドゥもまた父同様にカイドゥ軍との戦いで活躍したと見られる。
大徳11年（1307年）にいくつかの政変を経てカイシャンがクルク・カアンとして即位すると、古くからの家臣であるワイドゥはまず徽政使として取り立てられた。また、至大元年（1308年）5月に御史台から中都建設のため不要不急の官営・私宅の建設を控えるようにとの進言が会った時も、「ワイドゥとサンバオヌの居宅を除いて」私宅の建設を控えるようにとの命令が出され、クルク・カアンから重用されていたことが窺える。
また、父のオチチェルはクルク・カアンの事実上の後任として北方モンゴリアに駐屯していたが、クルク・カアンは特例としてワイドゥにオチチェルと同じ人臣最高位の「太師」号を授けた。その後、クルク・カアンはワイドゥに邸宅を授け、「トルチヤン」の名を賜り、録軍国重事を加えるなど立て続けに厚遇を示したが、これはトルチヤンを北方モンゴリアにあって動けないオチチェルの代理人のような存在として重用したためとみられる。
ところが、至大4年（1311年）にクルク・カアンは急死を遂げ、代わって即位した弟のアユルバルワダ（ブヤント・カアン）によってクルク・カアンの側近の多くは処刑された。この、ブヤント・カアン一派による事実上のクーデターによって朝廷中央から「カイシャン派」は一掃されたが、オチチェル・トルチヤン父子のみは建国の功臣の家系ということもあって健在であった。ブヤント・カアン政権の側でも彼等父子を軽視はできず、同年冬にオチチェルは先だったものの、歳が改まった皇慶元年（1312年）正月の朝賀でトルチヤンは引き続き「太師・録軍国重事・知枢密院事」の地位を保ち、オチチェルの後を継いでフーシン部ボロクル家の当主（淇陽王）になることが発表された。しかし、ブヤント・カアン政権は「カイシャン派」の追い落としを終える気はなく、政権が安定したと見た延祐2年（1315年）10月22日にアスカン（トルチヤン）から太師の地位を奪って陝西行省丞相とし、代わりにダギの側近テムデルを新たに太師に任命した。更にその1カ月後、同年11月にクルク・カアンの遺児で「皇太子」コシラは「周王」に封ぜられ、雲南行省の統治を命じられた。王位の授与という形をとりながらもこれは事実上の僻遠の雲南地方への配流であり、翌延祐3年（1316年）3月にコシラは護送つきで雲南へ出発させられた。コシラ出発の僅か9日後、ブヤント・カアンらは「夏の都」上都開平府に向けて出発しており、アスカンの降格からコシラの雲南追放はこの時の「冬の都」大都滞在中に始末をつけるという意図があったと考えられている。
このような仕打ちを受けた「カイシャン派」の人間達の不満は頂点に達し、延祐3年（1316年）11月にコシラが雲南行の途中で陝西行省管轄下の延安に到着すると、シハーブッディーンやカブルトゥといった元カイシャンの部下たちが集った。その中の一人ジャファルは「天下は我が武皇（＝クルク・カアン）のものである」と述べ、陝西行省の助けを得て朝廷にコシラの復権を訴えるべしと主張し、この時陝西行省の長（丞相）の地位にあったアスカン（トルチヤン）は報せを受けて決起することを決めた。アスカンらは交通の要衝である潼関・河中府から「腹裏（コルン・ウルス＝河北一帯）」に攻め入ろうと計画したが、河中府に至ったところでタガチャル、トゴンが突如として裏切りアスカン・ジャファルを殺害した（関陝の変）。この翌月にはコシラと行動をともにしていたトゥクルクがすぐにアスカンの後釜として陝西行省左丞相に任じられており、コシラ派が決起した「関陝の変」はブヤント・カアン政権によって仕組まれたものであったと考えられている。すなわち、ブヤント・カアン政権にとって最も目障りなコシラ、アスカンという危険人物を一箇所にまとめ、わざと決起させた上で、以前から懐柔していたタガチャル、トゴン、トゥクルクらを利用して両者を一挙に排除することこそがブヤント・カアン政権の最終的な目標であったと推測されている。
ただし、ブヤント・カアン政権も建国の功臣の家系を滅ぼすことはできなかったようで、アスカンの失脚後は弟のエセン・テムルが後を継いでボロクル家の当主として中央に残った。

## フーシン部ボロクル家
- ボロクル・ノヤン（Boroqul ＞博爾忽/bóĕrhū, بورقول نويان/būrqūl nūyān）
  - 千人隊長トゴン（Toγon ＞脱歓/tuōhuān,جوبوکور قوبیلایjūbūkūr qūbīlāī?）
    - シレムン（Širemün ＞失里門/shīlǐmén）
      - 淇陽王オチチェル・ノヤン（Öčičer ＞月赤察児/yuèchìcháér, اوچاچار نويان/ūchāchār nūyān）
        - 淇陽王タラカイ（Taraqai ＞塔剌海/tǎlàhǎi طرقاي جنکسانک/ṭaraqāī chīnksānk）
        - 知枢密院事マラル（Maral ＞馬剌/mǎlà）
          - テムル・エブゲン（Temür ebügen ＞鉄木児也不干/tiěmùér yěbùgān）
          - 淇陽王オルジェイ・テムル（Öljei temür ＞完者鉄木児/wánzhě tiěmùér）

        - 淇陽王太師アスカン（Asqan/Torčiyan/Waidu ＞阿思罕/āsīhǎn 脱児赤顔/tuōérchìyán 𠇗頭/wāitóu ويتو جنکسانک/wāītū chīnksānk）
        - 淇陽王エセン・テムル（Esen temür＞也先鉄木児/yĕxiāntiĕmùér）

  - 行省兵馬都元帥タガチャル（Taγačar ＞塔察児/tǎcháér）
    - 行省兵馬都元帥ベルグテイ（Belgütei ＞別里虎䚟/biélǐhŭdǎi）
      - 蒙古軍万戸ミリチャル（Miričar ＞密里察児/mìlǐcháér）
        - 江西道都元帥アルクイ（Alqui ＞阿魯灰/ālŭhuī）
          - イキレテイ（Ikiretei ＞亦乞列歹/yìqǐlièdǎi）

        - 蒙古軍万戸ベルケ・ブカ（Berke buqa ＞別里閣不花/biélǐgébùhuā）
          - 服都万戸シリベキ（Siri begi ＞昔里別吉/xīlǐbiéjí）
            - 万戸カサル（Qasar ＞合撒児/hésāér）

      - 蒙古軍万戸スルドタイ（Suldutai ＞宋都䚟/sòngdōudǎi）